# 阿方索·蒙特马约尔
阿方索·蒙特马约尔（西班牙語：Alfonso Montemayor，1922年4月28日—2012年11月23日），墨西哥男子足球运动员，司职后卫。他曾代表墨西哥国家队参加1950年国际足联世界杯，结果队伍止步小组赛阶段。